# مكتب أبحاث التاريخ العسكري (ألمانيا)

مكتب أبحاث التاريخ العسكري (بالألمانية: Militärgeschichtliches Forschungsamt, MGFA)‏ هو أحد مكاتب الجيش الألماني في بوتسدام، ألمانيا.
بعد إعادة التنظيم في عام 2013، تم دمج مكتب أبحاث التاريخ العسكري مع German Army Social Sciences Studies Center [sozialwissenschaftliches institut der bundeswehr] لتصبح مركز التاريخ العسكري والعلوم الاجتماعية في البوندسوير.

## مهمة
كان معهد بحوث التاريخ العسكري المؤسسة الفيدرالية المركزية في ألمانيا لجميع المسائل المتعلقة بالتاريخ العسكري الألماني. وشملت مهمتها البحوث التجريبية القائمة على الأرشيف وفقا للقواعد والمعايير المقبولة للتاريخ العام. كان عضوا في شبكة مؤسسات البحث التاريخي لجمهورية ألمانيا الاتحادية خارج الجامعات. عزز المعهد التعاون مع عدد كبير من معاهد البحوث في ألمانيا وخارجها وساهم في النقاشات الموضعية بين الخبراء في التاريخ العسكري.

## المتاحف
توجد ثلاثة متاحف للتاريخ العسكري تحت القيادة الإدارية والفنية لـ مكتب أبحاث التاريخ العسكري . هذه هي Militärhistorische Museum der Bundeswehr في درسدن التي تدير Luftwaffenmuseum der Bundeswehr في RAF Gatow السابق في برلين وقلعة Königstein.

## روابط خارجية
الموقع الرسمي باللغة الألمانية: Militärgeschichtliches Forschungsamt